# 中國煤炭報
中國煤炭報是中華人民共和國一份有關煤炭行業的報紙，创刊于1983年1月5日。創刊時是中華人民共和國煤炭工业部机关报。後來劃歸国家煤矿安全监察局主管，由中国煤炭工业协会主办。

## 外部連結
- 官方网站